# Pompeia de provinciis
La lex Pompeia de provinciis va ser una antiga llei romana aprovada a proposta de Gneu Pompeu Magne l'any 52 aC. Prorrogava el govern d'Hispània per cinc anys més.